# Rhabanus Maurus Haacke
Rhabanus Maurus Haacke OSB (* 21. Mai 1912 in Meppen als Walter Haacke; † 28. Juni 1993 in Siegburg) war ein deutscher Benediktiner und Kirchenhistoriker.

## Leben
Walter Haacke, Vikar der St. Marien-Gemeinde in Hamburg-St. Georg, wurde am 9. August 1944 durch die Gestapo in Meppen verhaftet, weil er in einem Religionsunterrichtszirkel am Tage nach dem Attentat auf Hitler vom 20. Juli 1944 über die Berechtigung zum Tyrannenmord gesprochen hatte. Auch der Chorleiter von St. Marien sowie weitere Gemeindemitglieder wurden verhaftet. Bis zum 7. März befand Haacke sich im Gestapo-Gefängnis Hamburg-Fuhlsbüttel, von da an bis zum 19. Mai 1945 im Untersuchungsgefängnis in Hamburg in Schutzhaft. Die Anklage durch die Gestapo lautete: Vorbereitung zum Hochverrat, Feindbegünstigung, Zersetzung der Wehrkraft. (Causa Dr. Haacke und andere, Aktenzeichen O.R. b. V. 6j 201/44) Urteil des Volksgerichtshofes vom 6. April 1945: 10 Jahre Zuchthaus. Aus dem Gefängnis entlassen wurde er am 19. Mai 1945 durch die Alliierte Militärkommission.
Wilhelm Berning berief ihn zum Vikar an der Elisabethkapelle (Osnabrück, Lotter Str.). Im folgenden Jahr schied er, aus dem Dienst des Bistums Osnabrück auszuscheiden. Er bat um Aufnahme in die Benediktinerabtei St. Michael (Siegburg). 1947 legte er seine ersten Gelübde ab. Sein Ordensname wurde Pater Rhabanus Maurus. Zum Eintritt in den Orden hatte wohl das Beispiel seines Onkels Abt Ildefons Schulte Strathaus OSB (1887–1971) beigetragen, der dieses Amt 1935–1967 dort ausübte.
Er entwickelte hier eine umfangreiche seelsorgerische und wissenschaftliche Tätigkeit. Er übernahm die Betreuung der Gefangenen im Siegburger Gefängnis, gab Religionsunterricht am Anno-Gymnasium und war Präfekt am St. Maurus-Internat auf dem Michaelsberg. Besonders bemühte er sich um die Werke des Theologen Rupert von Deutz (1070–1130). Er forschte nach dessen Werken und Manuskripten in den wichtigsten Bibliotheken Europas, um sie in mehreren Bänden herauszugeben. Seine Verdienste um den Orden wurden 1980 durch die Aufnahme in die Bayerische Benediktinerakademie gewürdigt. 
An ihn erinnert das von ihm zum Dank gestiftete Bild des hl. Judas Thaddäus an einem der Pfeiler des St. Marien-Domes in Hamburg. Er war Mitglied der KDB Winfridia zu Bonn im RKDB.

## Schriften (Auswahl)
- Die Glaubensformel des Papstes Hormisdas im Acacianischen Schisma (= Analecta Gregoriana. Band 20). Päpstliche Universität Gregoriana, Rom 1939, OCLC 470360455 (zugleich Dissertation, Päpstliche Universität Gregoriana 1939).
- Rom und die Cäsaren. Geschichte des Cäsaropapismus. Patmos-Verlag, Düsseldorf 1947, OCLC 73426012.
- als Herausgeber mit Theresia Breme: Leo der Große: Reden für die Armen (= Veröffentlichung des Katholischen Bildungswerks Dortmund). Regensberg, Münster 1948, OCLC 73533450.
- Eucharistie in der Glaubenslehre. Ein Werkbuch zum Eucharistischen Kongress in München 1960. Bachem, Köln 1960, OCLC 720243909.
- als Herausgeber: Ruperti Tuitiensis liber De divinis officiis (= Corpus Christianorum. Continuatio mediaevalis. Band 7). Brepols, Turnhout 1967, OCLC 896674699.
  - Helmut und Ilse Deutz als Herausgeber: Rupert von Deutz: Liber de divinis officiis. Lateinisch-deutsch. Der Gottesdienst der Kirche. Auf der Textgrundlage der Edition von Hrabanus Haacke (= Fontes Christiani . Band 33). Herder, Freiburg im Breisgau u. a. 1999.
    - Teilband 1, ISBN 3-451-23824-1.
    - Teilband 2, ISBN 3-451-23825-X.
    - Teilband 3, ISBN 3-451-23663-X.
    - Teilband 4, ISBN 3-451-23664-8.
- als Herausgeber: Ruperti Tuitiensis Commentaria in evangelium Sancti Iohannis (= Corpus Christianorum. Continuatio mediaevalis. Band 9). Brepols, Turnhout 1969, OCLC 639159632.
- als Herausgeber: Rupert von Deutz: De victoria verbi Dei (= Quellen zur Geistesgeschichte des Mittelalters. Band 5). Böhlau, Weimar 1970, OCLC 720036543.
- als Herausgeber: Ruperti Tuitiensis Commentaria in Canticum canticorum (= Corpus Christianorum. Continuatio mediaevalis. Band 26). Brepols, Turnhout 1974, OCLC 1441618.
- Programme zur bildenden Kunst in den Schriften Ruperts von Deutz (= Siegburger Studien. Band 9). Respublica-Verlag, Siegburg 1974, ISBN 3-87710-063-5.
- als Herausgeber: Ruperti Tuitiensis De gloria et honore filii hominis super Mattheum (= Corpus Christianorum. Continuatio mediaevalis. Band 24). Brepols, Turnhout 1979, OCLC 476670246.
- Die Benediktinerklöster in Nordrhein-Westfalen (= Germania Benedictina. Band 8). EOS-Verlag, Sankt Ottilien 1980, ISBN 3-88096-608-7.
- Beiträge zur Marienkunde (= Siegburger Studien. Band 21). Respublica-Verlag, Siegburg 1988, ISBN 3-87710-136-4.